# Wir schaffen das
»Wir schaffen das« (»Uspelo nam bo!«; »To zmoremo«; »To bomo naredili«) je izrek nemške kanclerke Angele Merkel med evropsko migrantsko krizo leta 2015. Navezovala se je na to, da bi Nemčiji uspelo sprejeti zelo veliko priseljencev. Kasneje so jo začeli široko uporabljati politiki in aktivisti, ki nasprotujejo množičnemu priseljevanju in so nameravali kritizirati priseljensko politiko Merklove.

## Uporaba fraze
Merklova je besedno zvezo prvič uporabila 31. avgusta 2015 na tiskovni konferenci po obisku begunskega taborišča v bližini Dresdna, kjer so jo lokalni nasprotniki njene begunske politike izžvižgali. Celoten stavek, ki ga je uporabila, je bil »Wir haben so vieles geschafft - wir schaffen das,« kar lahko prevedemo kot »Toliko stvari nam je uspelo – tudi to situacijo bomo obvladali.« 
Merklova je besedno zvezo uporabila v ozadju nasilja in kriminala nekaterih priseljencev v Nemčiji vključno s streljanjem v Münchnu leta 2016, bombnim napadom Ansbach leta 2016 in napadom na vlak v Würzburgu.
Septembra 2016 je Merklova izjavila, da izraza ne bo več uporabljala. V intervjuju za nemški časopis Wirtschaftswoche je dejala: "Včasih se mi zdi ta stavek malce pretiran - do te mere, da ga raje ne bi ponovila".

## Uporaba fraze s strani drugih politikov
Dva tedna po tiskovni konferenci, na kateri je Merklova prvič uporabila besedno zvezo, so jo nasprotniki začeli uporabljati za kritiko njene proimigrantske politike. Avgusta 2018 je eden od podpredsednikov nemškega Bundestaga Wolfgang Kubicki (FDP) izjavil, da je izrek v "korenini nasilja" v Chemnitzu. Predsednica SPD in vodja skupine SPD v Bundestagu Andrea Nahles je to označila za "neverjetno izjavo za izkušenega politika".
Graeme Wood v Atlantiku opisuje "desničarko proti priseljencem", ki je "obesila 'Wir schaffen das' okrog vratu (Merklove) kot svinčeno utež."
29. novembra 2018 je generalna sekretarka CDU Annegret Kramp-Karrenbauer, kandidatka za naslednico Angele Merkel kot predsednice stranke CDU, na konferenci stranke večkrat uporabila stavek, pri čemer se ni sklicevala na prosilce za azil, ampak na družinsko politiko.
21. avgusta 2019 je britanski premier Boris Johnson na skupni tiskovni konferenci s kanclerko Merkel uporabil stavek "Wir schaffen Das" v sklicu na anglo-nemške razprave o brexitu.